# João Carreiro & Capataz
João Carreiro & Capataz foi uma dupla de música sertaneja brasileira formada pelos cantores mato-grossenses João Sérgio Batista Corrêa Filho (Cuiabá, 24 de novembro de 1982 — Campo Grande, 3 de janeiro de 2024), conhecido artisticamente como João Carreiro, e por Hilton Cesar Serafim da Silva (Cuiabá, 14 de fevereiro de 1978), conhecido artisticamente como Capataz, terceiro a ocupar esse mesmo nome artístico.
Capataz (Hilton César Serafim da Silva) tem duas filhas, Anna Cecília Marques Serafim  (22 de junho de 2002) e Gabriela Machado Serafim (16 de janeiro de 2013) Porém, casou-se com Bruna de Oliveira Zanelli Serafim e tem uma entiada, Ana Julia Zanelli Fernandes (22 de julho de 2006). Anna Cecília e Gabriela Não tem o mesmo sobrenome pois são de mães diferentes. João Carreiro tinha uma filha (Caru).
Foi com a música "Desatino" que a dupla se destacou em Mato Grosso. Depois, “Lágrimas de Crocodilo” deu força para que os dois jovens fossem conquistar novos fãs no Mato Grosso do Sul e no Paraná. Em seguida, “Bruto, Rústico e Sistemático”, “Xique Bacanizado” e “É Pra Cabá” consolidaram João Carreiro e Capataz no cenário nacional.
Em 2009, a canção "Bruto, Rústico e Sistemático", composta pela dupla, fez parte da trilha sonora da novela Paraíso, exibida pela Rede Globo. Em 2011, a canção "Xique Bacanizado" fez parte da trilha sonora da novela Araguaia, da mesma emissora. O nome da dupla foi inspirado na antiga dupla de música caipira Tião Carreiro & Pardinho, da qual os dois cantores são fãs.
Em 2011, lançaram o CD Lado A / Lado B, onde do Lado A estavam músicas com um estilo mais antigo e o Lado B com músicas mais comerciais.
Em 2013, gravaram um DVD em Cuiabá, no qual foram lançadas 3 faixas, "Prefácio", "Desgramou o Goiás" e "Tudo em Nome do Poder".

## Carreira e histórico

### Hiato
A notícia da separação ganhou força no final de 2013, e no início de 2014, quando eles anunciaram a separação.
Na verdade não aconteceu a separação de fato. O que acontece é que João Carreiro estaria passando por problemas de saúde, e por esse motivo ele teria que se afastar dos palcos para seu tratamento, o que o levou a ir morar na cidade de Sidrolândia, a 70 quilômetros de Campo Grande, no interior do Mato Grosso do Sul, junto com sua família, para continuar esse tratamento de forma mais tranquila.
De acordo com o empresário da dupla. Léo dos Reis, João Carreiro estava passando por um tratamento psiquiátrico contra depressão e transtorno obsessivo-compulsivo (TOC), ambas doenças responsáveis pelos problemas enfrentados pela dupla durante o ano anterior.
Devido aos problemas de saúde de João Carreiro, o último DVD da dupla, gravado no Parque de Exposições de Cuiabá, no dia 5 de julho de 2013, foi guardado e não chegou a ser lançado.

### Fim definitivo e novos rumos
Foi anunciado no dia 16 de julho de 2014 o fim da dupla João Carreiro & Capataz. Em julho de 2015, João Carreiro retornou aos palcos com dois shows em Mato Grosso: Rondonópolis e Cuiabá. Neste meio tempo, ele fez shows pontuais, ainda como uma forma de testes para a sua volta definitiva após superar a depressão. Depois, em 2017, o cantor retornou à sua terra natal, onde se apresentou na Expoagro. Em 10 de agosto de 2018, foi lançado o seu álbum Brutos de Verdade, em parceria com a dupla Jads & Jadson (também amigos pessoais do cantor). Já Capataz formou uma nova dupla: Carreiro & Capataz  com Gustavo Santana de Sá, de Santa Fé do Sul, com quem divide palco desde 2014. 
João Carreiro faleceu em 3 de janeiro de 2024, vitima de complicações decorrentes de uma cirurgia cardíaca para correção de um prolapso da válvula mitral.

## Controvérsias
Em fevereiro de 2012, João Carreiro & Capataz foram acusados de homofobia pela militância LGBT pela letra de "Bruto, Rústico e Sistemático", cujo trecho diz: Sistema que fui criado, ver dois homem abraçado, pra mim era confusão/Mulher com mulher beijando/Dois homens se acariciando, meu Deus que decepção/Mas nesse mundo moderno, não tem errado e nem certo, achar ruim é preconceito/Mas não fujo à minha essência, pra mim isso é indecência/Ninguém vai mudar meu jeito” . Na letra, também haveria um trecho machista, que diz: “Por me faltar o respeito, na muié eu dei um jeito, corretivo do meu modo/No quarto deixei trancada, quinze dia aprisionada, e com ela não me incomodo”. No dia 2 de fevereiro, o site MixBrasil se manifestou sobre o assunto: "A militância LGBT não tem gostado nem um pouco da letra do sucesso sertanejo 'Bruto, Rústico e Sistemático', da dupla João Carreiro e Capataz".  Esse assunto foi levantado pela ONG ABCDS, de Santo André. Porém, a assessoria de imprensa da dupla divulgou um comunicado negando que eles fossem homofóbicos e lamentou que houvesse tanta vontade de causar polêmica com algo que é tão claramente inocente e óbvio. O comunicado na íntegra diz o seguinte: "Saiu no Mix Brasil que a militância LGBT considera homofóbica a letra da música da dupla João Carreiro e Capataz, 'Bruto, Rústico e Sistemático'. O assunto foi levantado ontem (2), pela ONG ABCDS*, de Santo André. Quanto à questão, só podemos lamentar tanta vontade de causar polêmica com algo que é tão claramente inocente e óbvio. A música retrata um personagem, um caboclo simples, como diria João Carreiro, que é autor da canção, assim como da maioria das músicas que canta, que não aceita e não entende as coisas que questiona na letra. João Carreiro e Capataz não são homofóbicos, não querem ofender ninguém com suas canções. São só dois apaixonados por música sertaneja, suas histórias, seu palavreado e seus personagens e prova disso é que acabam de lançar um dos trabalhos mais magníficos do segmento, uma verdadeira obra de arte em homenagem à cultura caipira, o 'Lado A Lado B', que deveria ser ouvido por todo aquele que admira as tradições da música sertaneja".
Em junho de 2017, Capataz entrou com ação judicial contra o ex-parceiro João Carreiro, o blogueiro que publicou o vídeo e contra o Google, para exigir a retirada da entrevista do YouTube e pedir R$ 100 mil de indenização por danos morais. O processo tramita na 4ª Vara Cível de Rio Preto e ainda está na fase de citações das partes.
Em abril de 2018, Capataz registrou um boletim de ocorrência na Central de Flagrantes de Rio Preto, no dia 18, por injúria e difamação, pedindo a retirada de um vídeo da internet. Na gravação, seu antigo parceiro, João Carreiro, falou sobre o fim da parceria musical. Capataz exigiu na Justiça que o vídeo publicado em junho de 2014 fosse retirado do ar. Nos 30 minutos de entrevista, João Carreiro disse ter ficado incomodado com a postagem de Capataz nas redes socais, ao anunciar a nova dupla – a nova dupla é Carreiro e Capataz. "O Capataz postou um negócio que não fiquei muito contente. Ele está se passando por vítima da história. Ele poderia seguir uma carreira brilhante sem meter o pau em mim", disse o músico na época. João Carreiro falou ainda sobre as divergências da dupla e diz que tinha parado de cantar para se tratar de depressão.

## Discografia
- Bão Tamém (2003)
- Diga Que Valeu (2005)
- Acústico (2006)
- João Carreiro & Capataz (2009)
- Xique Bacanizado - Ao Vivo (2010)
- Lado A / Lado B (2011)
- Ao Vivo Em Cuiabá (2013)